# Mario Mendoza (baseball)
Pour les articles homonymes, voir Mendoza et Mario Mendoza.
Mario Mendoza Aizpuru, né le 26 décembre 1950 à Chihuahua au Mexique, est un ancien joueur des Ligues majeures de baseball. Il a joué à l'arrêt-court pour les Pirates de Pittsburgh, les Mariners de Seattle et les Rangers du Texas de 1974 à 1982.
Très bon joueur défensif mais piètre frappeur, Mario Mendoza est malgré lui connu pour une expression souvent utilisée dans le jargon du baseball : la Ligne de Mendoza, un terme qui décrit un joueur dont la moyenne au bâton descend près ou sous la barre des ,200. L'origine du terme est imprécise, mais plusieurs l'attribuent à George Brett.

## Carrière
Mario Mendoza, un joueur d'arrêt-court, est signé comme agent libre par les Pirates de Pittsburgh en 1970. Il joue pour cette équipe de la Ligue nationale de 1974 à 1978 et est utilisé comme réserviste.
Mendoza excelle en défensive, commettant peu d'erreurs. D'ailleurs, il affiche en carrière une moyenne défensive de ,961. Cependant, il s'avère un médiocre frappeur, comme le démontre sa moyenne au bâton, qui oscilla entre ,180 et ,245 au cours de ses 9 saisons dans les majeures. Sa moyenne en carrière s'élève à ,215 en 686 parties, avec 287 coups sûrs, 4 coups de circuit et 101 points produits.
En 1979, il se joint aux Mariners de Seattle, qui lui donnent pendant deux ans sa première occasion de se faire valoir sur une base régulière. À sa première année à Seattle, il produit un sommet personnel de 29 points mais affiche une moyenne au bâton de seulement ,198. En 1980, sa moyenne de ,245 est la plus élevée de son séjour dans les majeures.
Mendoza termine sa carrière en jouant quelques parties pour les Rangers du Texas en 1981 et 1982.